# Orthopodomyia madrensis
Orthopodomyia madrensis är en tvåvingeart som beskrevs av Francisco E. Baisas 1946. Orthopodomyia madrensis ingår i släktet Orthopodomyia och familjen stickmyggor.
Artens utbredningsområde är Filippinerna. Inga underarter finns listade i Catalogue of Life.